# Kirchenburg Gierelsau
Die Kirchenburg Gierelsau (rumänisch Biserica fortificată din Bradu) ist eine ehemalige Kirchenburg im siebenbürgischen Bradu im Kreis Sibiu, Rumänien.

## Geschichte
Der Ortsname erscheint im 14. Jahrhundert als Insula Gerhardi - Gerhardsau, wovon sich der heutige Ortsname herleitet. Ende des 15. Jahrhunderts wurde eine erste Kirche im Stil der Spätgotik erbaut, die dem Heiligen Gerhard geweiht war, die heutige Kirche geht auf 1633 zurück. Die Wände des Saales sind mit Pilastern mit Kapitellen, darüber Gurtgesimsen geschmückt. Altar und Kanzel sind klassizistisch. Die Kirche ist von einer niedrigen Umfassungsmauer umgeben.

## Nachweise
- Hermann Fabini: Die Kirchenburgen der Siebenbürger Sachsen. Monumenta-Verlag, 2013, S. 183.